# Frances Harper
Frances Ellen Watkins Harper (Baltimora, 24 settembre 1825 – Filadelfia, 25 febbraio 1911) è stata un'attivista, poetessa e scrittrice statunitense, promotrice di diverse cause quali abolizionismo, diritti civili e diritti delle donne.

## Biografia

### Gioventù ed educazione
Frances Ellen Watkins nacque a Baltimora, nel Maryland. A tre anni, nel 1828, rimase orfana a seguito della morte della madre. Venne cresciuta nella famiglia dello zio materno, il Reverendo William Watkins, un attivista per i diritti civili, il quale influenzò fortemente la sua vita e le sue opere. Venne educata nell'Accademia per la Gioventù Nera del Reverendo, dove si distinse per le sue capacità nella composizione scritta. All'età di 14 anni, Frances trovò lavoro come sarta e domestica per un mercante di libri, ricevendo così l'opportunità di sviluppare il suo interesse per la letteratura.

### L'attività di scrittrice
Nel 1845, all'età di 20 anni, Frances pubblicò il suo primo libro di versi, intitolato Forest Leaves (Foglie di Foresta). Il suo secondo libro, uscito nel 1854, Poems on Miscellaneous Subjects (Poesie su temi misti), ebbe molto successo e nel corso degli anni successivi venne ristampato più volte. Nel 1859, il suo racconto The Two Offers (Le due offerte) uscì nell'Anglo-African Magazine, rendendola la prima donna di colore ad aver mai pubblicato un racconto breve.
La sua produzione letteraria abbracciò quasi tutti i generi, utilizzando diverse tecniche e forme stilistiche. Harper credeva che uno degli scopi della letteratura fosse quello di rappresentare, guidare e correggere vita ed aspirazioni degli stessi lettori.
Tre dei suoi romanzi vennero pubblicati a puntate da un'importante rivista cristiana statunitense tra il 1868 ed il 1888, ma viene maggiormente ricordata per il suo primo romanzo, Iola Leroy, or Shadows Uplifted, pubblicato all'età di 67 anni, nel 1892. Si tratta di uno dei primi romanzi scritti da un afroamericano (per molto tempo si pensò addirittura fosse il primo in assoluto, fino alla scoperta di opere antecedenti, appartenenti a Harriet E. Wilson e William Wells Brown). Usando le convenzioni stilistiche dell'epoca, affronta seri temi sociali, inclusi educazione femminile, identità e mescolanza razziale, abolizionismo, ricostruzione, temperanza e responsabilità sociale.

### Insegnamento ed attivismo
Nel 1850 Watkins si trasferì in Ohio per insegnare cucito, diventando così la prima docente donna dell'Union Seminary, seminario fondato dalla Chiesa Metodista Episcopale Africana.
Insoddisfatta dall'occupazione, decise di trasferirsi a Little Rock, in Pennsylvania, dove iniziò il suo coinvolgimento attivo nella scena abolizionista in seguito ad una legge promulgata in Maryland che impediva ai neri liberi di entrare nello stato senza rischiare la cattura.
Nel 1853 Watkins divenne membro della Società Americana Anti-Schiavitù e oratrice itinerante per conto del gruppo. Nell'agosto del 1854, a New Bedford, Watkins tenne il suo primo discorso contro la schiavitù, intitolato Educazione ed Elevazione della Razza Nera. Il successo di questo discorso fu tale da portarla ad intraprendere un tour di conferenze nel Maine della durata di due anni. Nel periodo tra il 5 settembre ed il 20 ottobre del 1854 Watkins tenne almeno 33 discorsi in 21 città e villaggi del New England. Tra il 1856 ed il 1860 continuò la sua attività di oratrice, girando l'est degli Stati Uniti ed il sud del Canada. Watkins parlava fluentemente e spesso senza un testo davanti, fattore che ha determinato la scarsità di versioni scritte dei suoi discorsi.
Nel 1860 sposò Fenton Harper, un vedovo con tre figli. Decise di ritirarsi dalla vita pubblica per un periodo di 4 anni, durante i quali diede alla luce una figlia, Mary. Tornò alla sua attività di oratrice solo dopo la morte del marito, avvenuta nel 1864.

### Cause progressiste

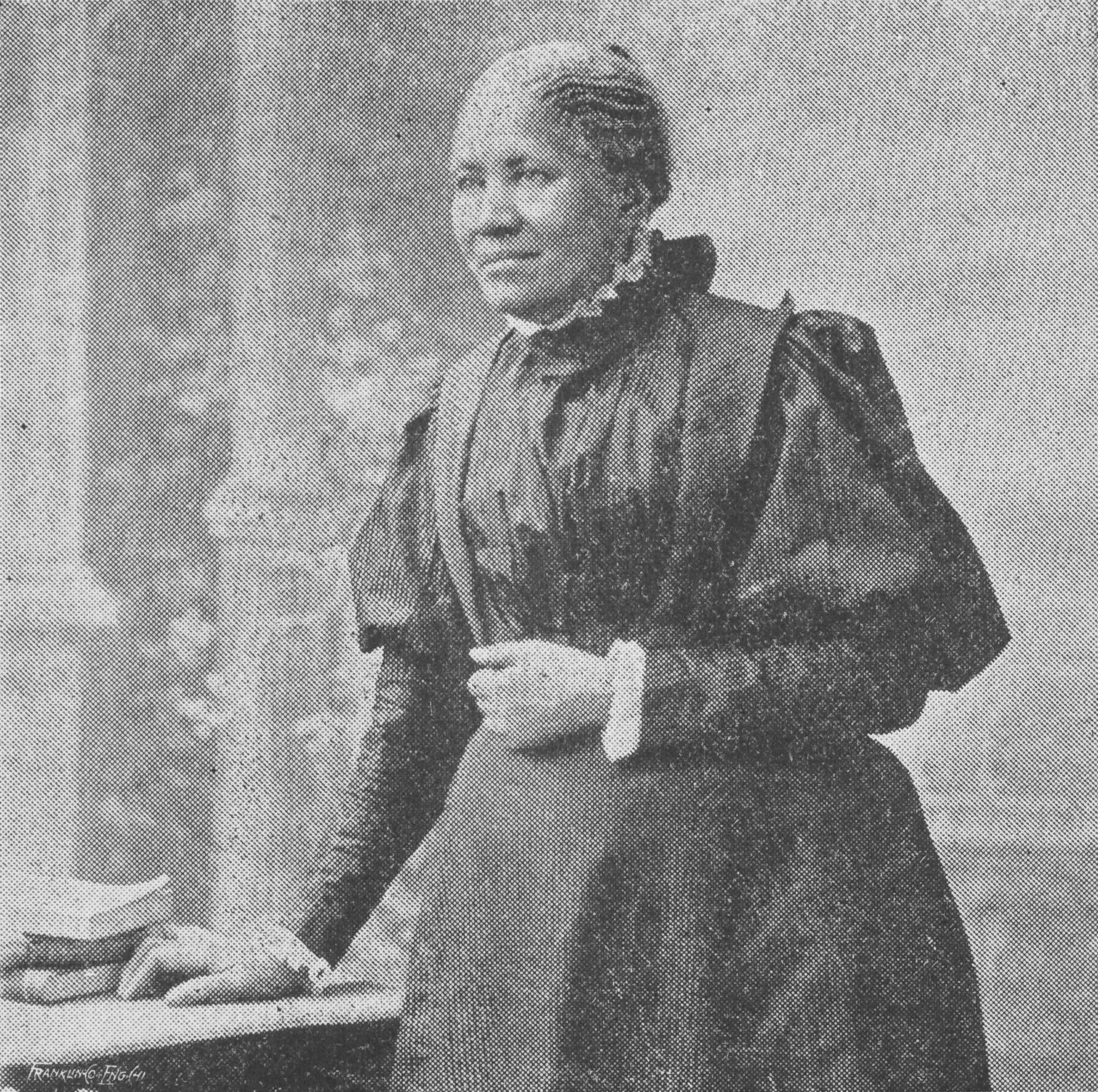
F. E. W. Harper, 1902.

Frances Watkins Harper fu una fervente sostenitrice dell'abolizionismo, del proibizionismo e del suffragio femminile, sia prima che dopo la Guerra di Secessione Americana. Fu anche membro attivo della Chiesa Unitariana, sostenitrice dell'abolizionismo. Un esempio del suo appoggio alla causa sono le parole scritte a John Brown:
"Vi ringrazio per essere stato così coraggioso da tendere la mano agli oppressi ed ai danneggiati della mia razza; spero che il vostro triste destino possa portare beneficio alla causa della libertà".
Nel 1851 con William Still, presidente della Società Abolizionistica della Pennsylvania, aiutò gli schiavi in fuga verso il Canada a passare attraverso l'Underground Railroad.
Nel 1858, a Filadelfia, rifiutò di cedere il suo posto nella sezione per neri di un tram, 100 anni prima del famoso gesto compiuto da Rosa Parks. Dopo l'accaduto, scrisse una delle sue poesie più famose, Bury Me in a Free Land (Seppellitemi in terra libera), che leggeva, tra le altre, durante gli incontri pubblici.
Nel 1866 Harper tenne un discorso durante il Convegno Nazionale per i Diritti delle Donne, nel quale chiedeva pari diritti per tutti, incluse le donne di colore. Durante l'Era della Ricostruzione lavorò nel sud degli Stati Uniti per esaminare e redigere delle relazioni sulle condizioni di vita degli schiavi liberati, ai quali insegnò a leggere e scrivere, oltre ad altre materie come economia domestica e politica. Questa esperienza ispirò le poesie di Sketches Of Southern Life, in molte delle quali usa come narratrice la figura di un'ex schiava chiamata Zia Chloe.
Harper fu attiva all'interno di un gran numero di associazioni per i diritti dei neri. Dal 1883 al 1890 prese parte all'organizzazione di diversi eventi e programmi promossi dalla National Woman’s Christian Temperance Union (Unione nazionale di temperanza cristiana femminile). Questa fu la più importante organizzazione di donne impegnate non solo nella battaglia per l'uguaglianza razziale e di genere, ma anche nel riconoscimento della responsabilità dello stato federale per quanto riguarda la promozione di leggi a favore delle donne e lo sviluppo di un welfare state che potesse proteggere i gruppi sociali più deboli. Nel 1873, Harper divenne sovrintendente della sezione nera dell'Unione nel presidio di Filadelfia e della Pennsylvania. Harper e Frances Willard, all'epoca presidente dell'associazione, si battevano non solo per l'uguaglianza tra razze e sessi, ma anche per portare il governo federale a comprendere l'importanza della responsabilità nel proteggere i diritti, regolare la moralità e promuovere il benessere sociale.
Harper rimase delusa quando Willard diede priorità alle questioni riguardanti le donne bianche piuttosto che appoggiare gli obbiettivi delle donne di colore, come la raccolta di supporto federale per le leggi anti-linciaggio, in difesa dei diritti dei neri e per l'abolizione di particolari pene di lavoro forzato. Harper collaborò con Mary Church Terrell nella fondazione dell'Associazione Nazionale di Donne di Colore, della quale fu vicepresidente.

### Morte
Frances Harper morì il 22 febbraio 1911, nove anni prima che le donne ottenessero il diritto di voto negli Stati Uniti.
Il suo funerale si tenne nella Chiesa Unitariana a Filadelfia. Venne sepolta vicino alla figlia Mary, deceduta due anni prima.

## Opere
- Forest Leaves  (Foglie di foresta), 1845
- Poems on Miscellaneous Subjects (Poesie su temi vari), 1854
- "The Two Offers" (Le due offerte), 1859
- Moses: A Story of the Nile (Mosè: Una storia del Nilo), 1869
- Sketches of Southern Life (Impressioni di vita del Sud), 1872
- Light Beyond the Darkness (Luce oltre l'oscurità), 1890
- The Martyr of Alabama and Other Poems (Il martire dell'Alabama e altre poesie),1894
- Iola Leroy, or Shadows Uplifted (Iola Leroy, o ombre sollevate), 1892
- Idylls of the Bible (Idilli della Bibbia), 1901
- In Memoriam, Wm. McKinley, 1901
- "Free Labor" (Lavoro libero)

In aggiunta, i seguenti romanzi vennero pubblicati sotto forma di serie nel Christian Recorder tra il 1868 ed il 1888:
- Minnie's Sacrifice (Il sacrificio di Minnie)
- Sowing and Reaping (Semina e Raccolto)
- Trial and Triumph (Tribolazione e Trionfo)

## Eredità ed onorificenze
- Molte associazioni femminili di volontariato nate durante il '900 portano il suo nome (F. E. W. Harper Leagues, Frances E. Harper Women's Christian Temperance Unions).[13]
- Un dormitorio femminile della Morgan State University è stato nominato in suo onore (assieme ad Harriet Tubman).